# Sanapaná
Sanapaná (Quiativis, Quilyacmoc, Lanapsua, Saapa, Sanam, Nenlhet), indijansko pleme porodice Mascoian naseljeno u paragvajskom Chacu uz rijeku Galbán u departmanima Presidente Hayes i Boquerón. Najveća koncentracija iznosi na Salazar Ranchu i naseljima La Patria i Esperanza. 
Sanapane sami sebe i svoj jezik nazivaju sa'pan ili enenlhit (nenlhet). Služe se s dva dijalekta lanapsua i enenlhi, a populacija iznosi oko 3.000 (2.900, 1991.; SIL). Sanapane se danas dosta žene s pripadnicima plemena Lengua i Angaité. Djeca u školama uče španjolski jezik a mnogi govore i jezikom guarani. Danas su sjedilački narod koji živi od agrikulture ili kao radnici na plantažama i tvornicama. 

## Vanjske poveznice
- Indigenous Communities from Paraguay: Sanapana  Arhivirana inačica izvorne stranice od 25. svibnja 2008. (Wayback Machine)